# Cayo Serio Augurino
Cayo o Gayo Serio Augurino  fue un senador romano del siglo II, que desarrolló su cursus honorum bajo los imperios de Adriano, Antonino Pío, Marco Aurelio y Lucio Vero.

## Familia
Augurino fue hijo de Cayo Junio Serio Augurino, consul ordinarius en 132, bajo Adriano.

## Carrera pública
Ocupó el consulado ordinario en el año 156  y fue procónsul de África en el periodo 169-170.